# Chauncey (Wirginia Zachodnia)
Chauncey – jednostka osadnicza w Stanach Zjednoczonych, w stanie Wirginia Zachodnia, w hrabstwie Logan.